# Палац Вітославських — Львових

## Історія
Четнятинські землі належали Свірчам.
За деякими джерелами — палац був побудований ще у XVII ст. У Реєстрі архітектурних пам'яток України записано, що палац та господарський флігель поруч з'явились тут у 1830 році, в епоху романтизму (звідси й мода на неоготику), за господарювання Вітославських. Ймовірно, тоді ж споруджується надзвичайно репрезентативна в'їзна брама. Коли ґрунтовий шлях замінила залізниця, якраз навпроти брами зупинявся потяг, якщо ним їхали поміщик або його гості. Збереглися пілони воріт. Масивні високі пілони збудовані з цегли на кам'яному цоколі, оштукатурені та декоровані на всю висоту вставками з тесаного пісковику. Над чотирискатним залізним дахом піднімаються кам'яні шари, які чітко вирізняються серед зелені парку.
Відразу за брамою, праворуч — фруктовий сад, відокремлений невеликим прошарком паркової рослинності; одразу за величезними та кремезними старими деревами біжать углиб здичавілих рослин дві дороги-алеї. Ліворуч — пряма, обсаджена кінськими каштанами, дугою в'ється вона понад яром, що заріс деревами. Яку б алею не вибрали, обидві підходять із півдня до галявини, що розкривається в бік палацу. З боків галявини — кілька величезних сріблястих тополь зі стовбурами у 4—5 обхватів.

## Описи палацу

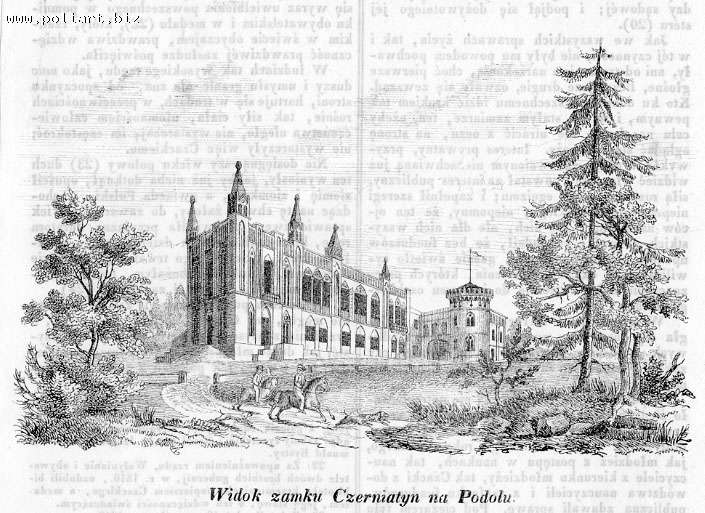
Історична гравюра палацу

На гравюрі з «Тижневика ілюстрованого» (Tygodnika Ilustrovanego) можна побачити палац після першого етапу побудови. Саме будівництво палацу проходило в декілька етапів. Із самого початку було зведене південне крило з декоративною романтичною баштою, прикрашеною ренесансною короною з зубцями. Над її верхівкою підіймали, за старою лицарською традицією, вимпел-прапор із гербом власника. Інший корпус «приєднаний» до цієї частини за допомогою аркадної галереї. Він декорований у стилі неоготика. Автором неоготичних фасадів чернятинського палацу міг бути польський архітектор Генрі Іттар, мальтієць за походженням, який навчався в Римі. Будівля, попри певну архітектурну еклектику, вражала сучасників стрункістю і витонченістю ліній. Свідчення тому — фото палацу із захопленими коментарями було вміщене в Атласі Подільської губернії, виданому у 1842 році. Південний і західний фасади отримали над другим поверхом високий аттик і прямокутні вікна, декоровані фронтончиками. Готична стрільчатість усіх вертикалей мала за мету створити ілюзію більшої висоти. На центральному вході між парою мармурових левів підіймаються гранітні сходи. Раніше кожний лев спирався правою лапою на геральдичний щит із гербом власника. Герби було знищено під час більшовицького перевороту 1917 р. і погромів дворянських маєтків.
Хоча в інших місцях герби збереглися: над головним входом, у вестибюлі з розкішною кам'яною підлогою у біло-сиву шахову клітинку, великим каміном-піччю з гермами а-ля гротеск із боків; є герби і в центрах трьох розеток вестибюля.

## Опис інтер'єрів

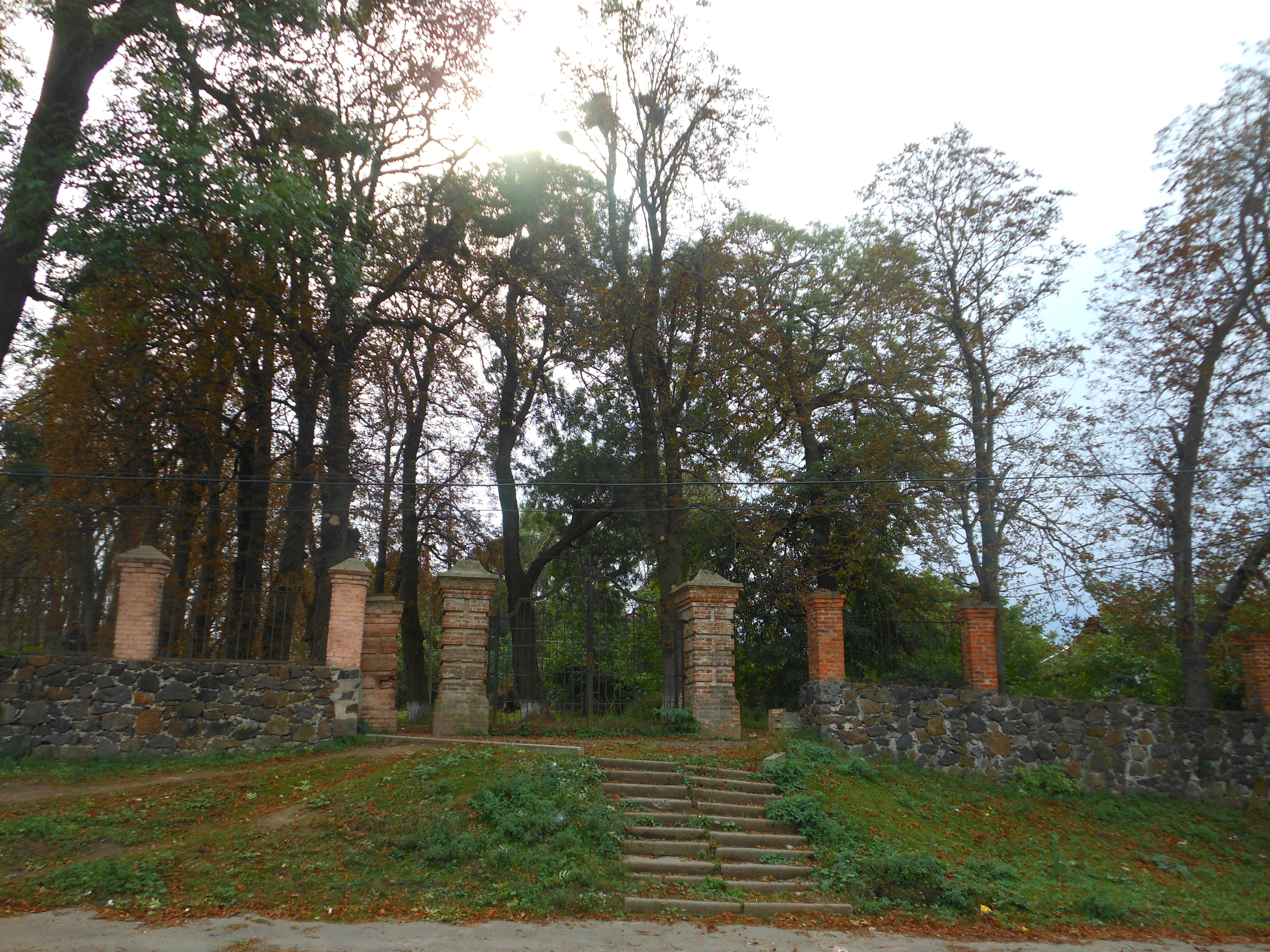
Брама палацу

Звідти тримаршеві сходи ведуть на другий поверх, де розмістилися голландські пічки з кахлями тонких малюнків. Ліплений декор стелі теж виконано в неоготичному стилі. За сходами — аванзал, де на стелі є велика розетка, схожа на розу готичних соборів. У кожній з її 8 частин розміщено геральдичний щит із гербом гілок родини. З аванзали проходили у найбільший зал палацу, прикрашеному ліпним карнизом. В анфіладі йде далі кругла вітальня з ліпним фризом із гірлянд та маскаронів сатирів, є також шаблі та перначі.

## Залишки парку
Палац Вітославських розташований у пейзажному парку, створеному Діонісієм Маклером на межі XVIII — ХІХ. Площа парку — 31 гектар. У ньому був ставок з невеликим озерцем. Існує думка, що колись тут був цілий каскад ставків — зараз це радше невелика низка боліт. Деякі мешканці Чернятина стверджують, що палац і парк поєднує таємний підземний хід. Перевірити, наскільки легенда правдива, поки що не вдалося.
На жаль, від парку залишилось небагато. Були знищені всі паркові павільйони та альтанки, не стало багатої панської бібліотеки палацу. І лише поодинокі колекціонери екслібрисів зберігають рідкісні книги з цієї бібліотеки.
З архівних документів відомо, що у 1865 р. Вітославські продали Чернятин і сусідні Маньківці Марії Михайлівні Львовій. Саме нові володарі маєтку перенесли головний вхід до палацу з північного боку. Навпроти нього розмістився будинок економа. А залишки вензелів під короною, які складені з літер М і Л, і зараз подекуди помітно на ажурних створках воріт. На одному з етапів перебудов, які перетворили віллу на палац, з'явилося східне крило, за часів СРСР надбудоване. Історичний фронтон через це було втрачено.

## Сучасність
У палаці розташований Чернятинський коледж Вінницького національного аграрного університету.

## Галерея

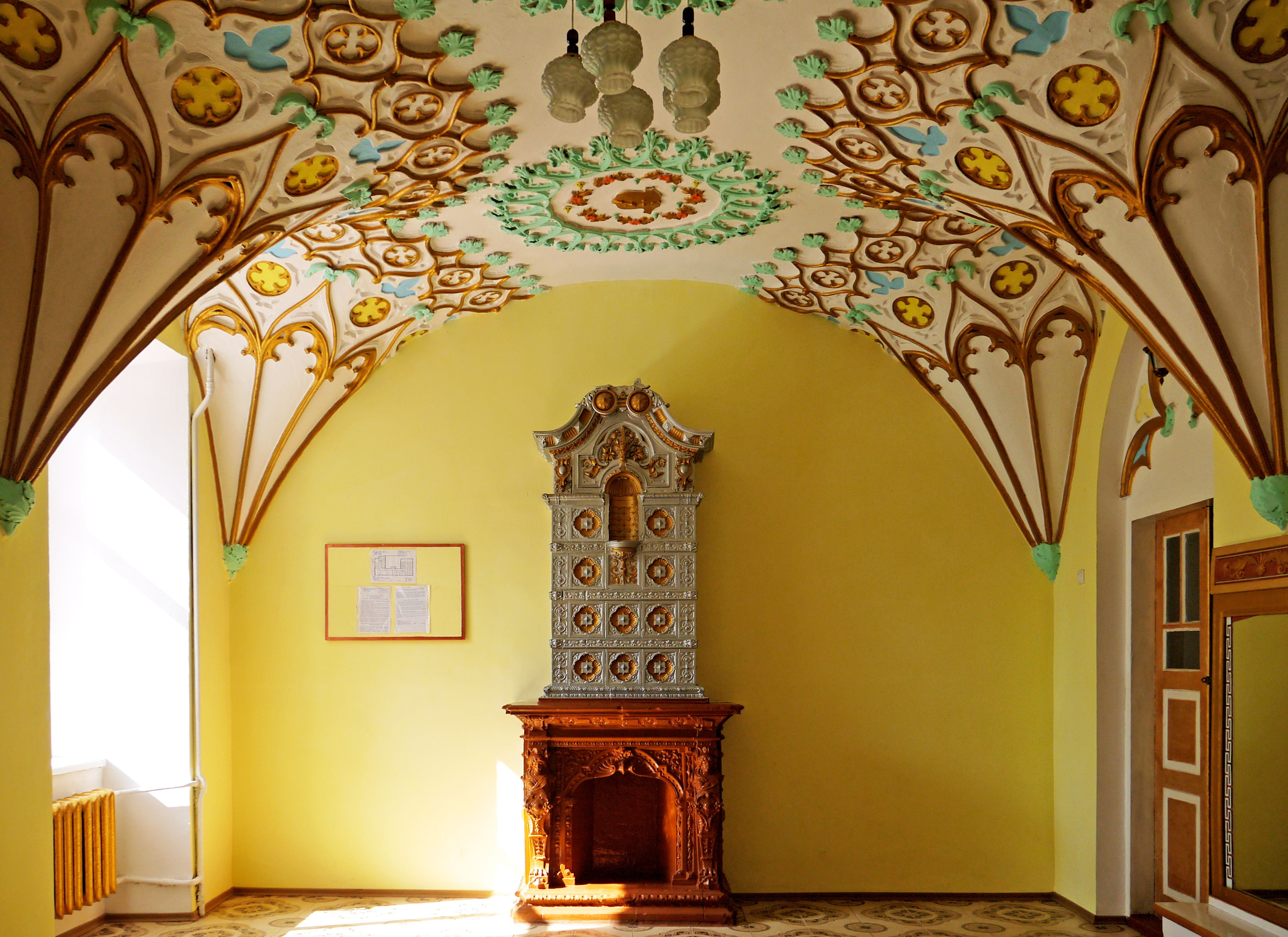
Інтер'єр палацу
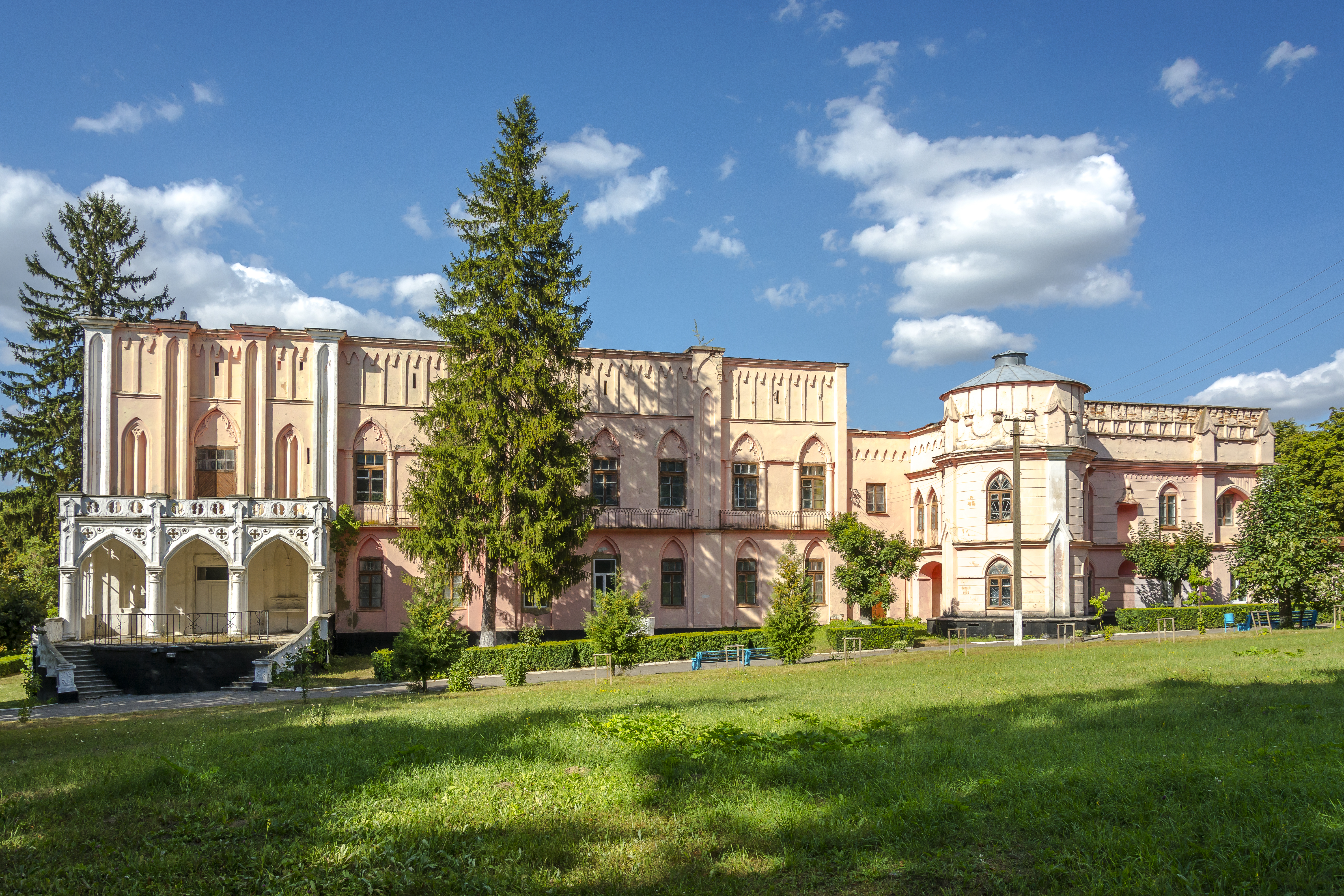
Палац Вітославських — Львових у 2020 році
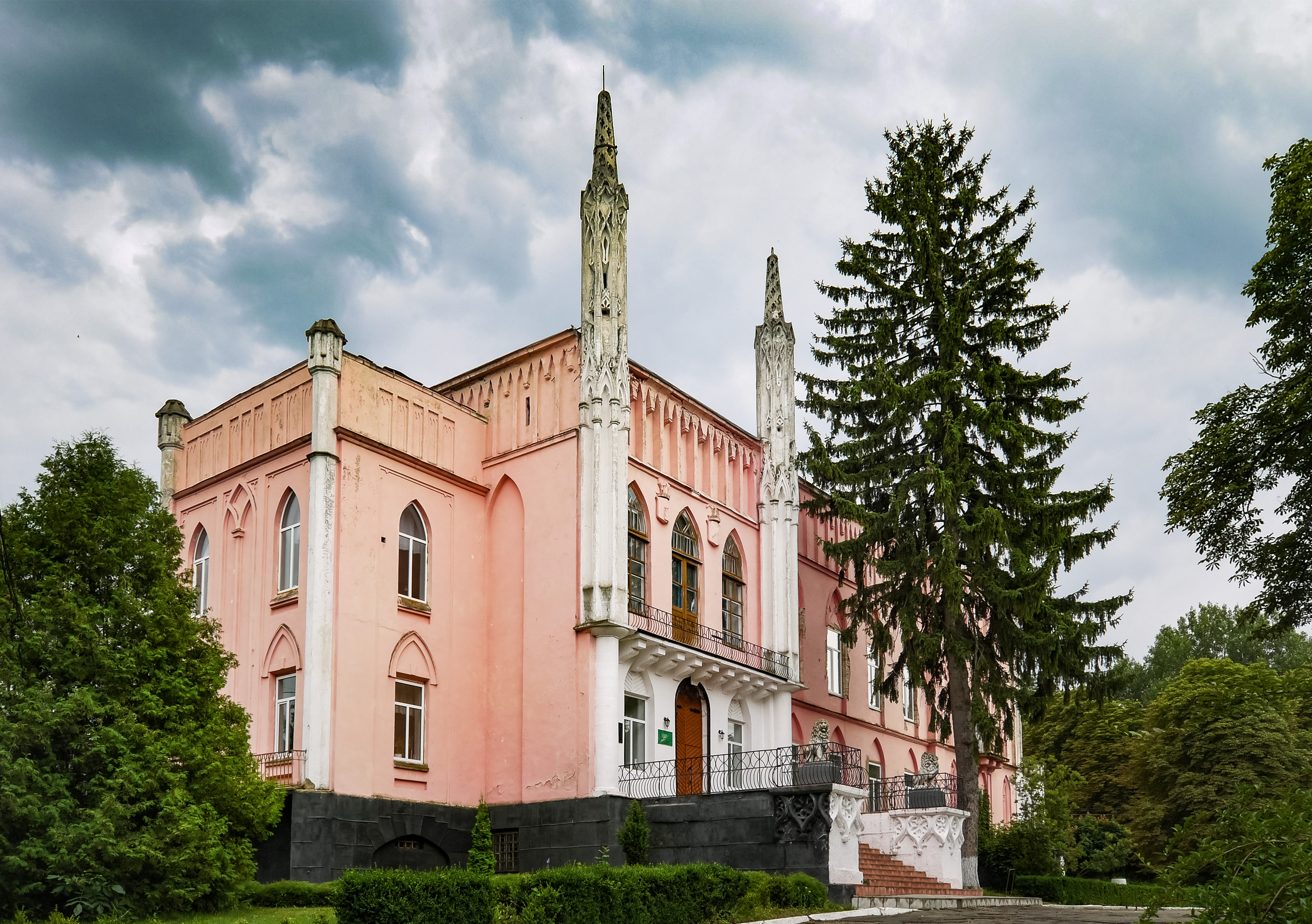
Палац Вітославських — Львових
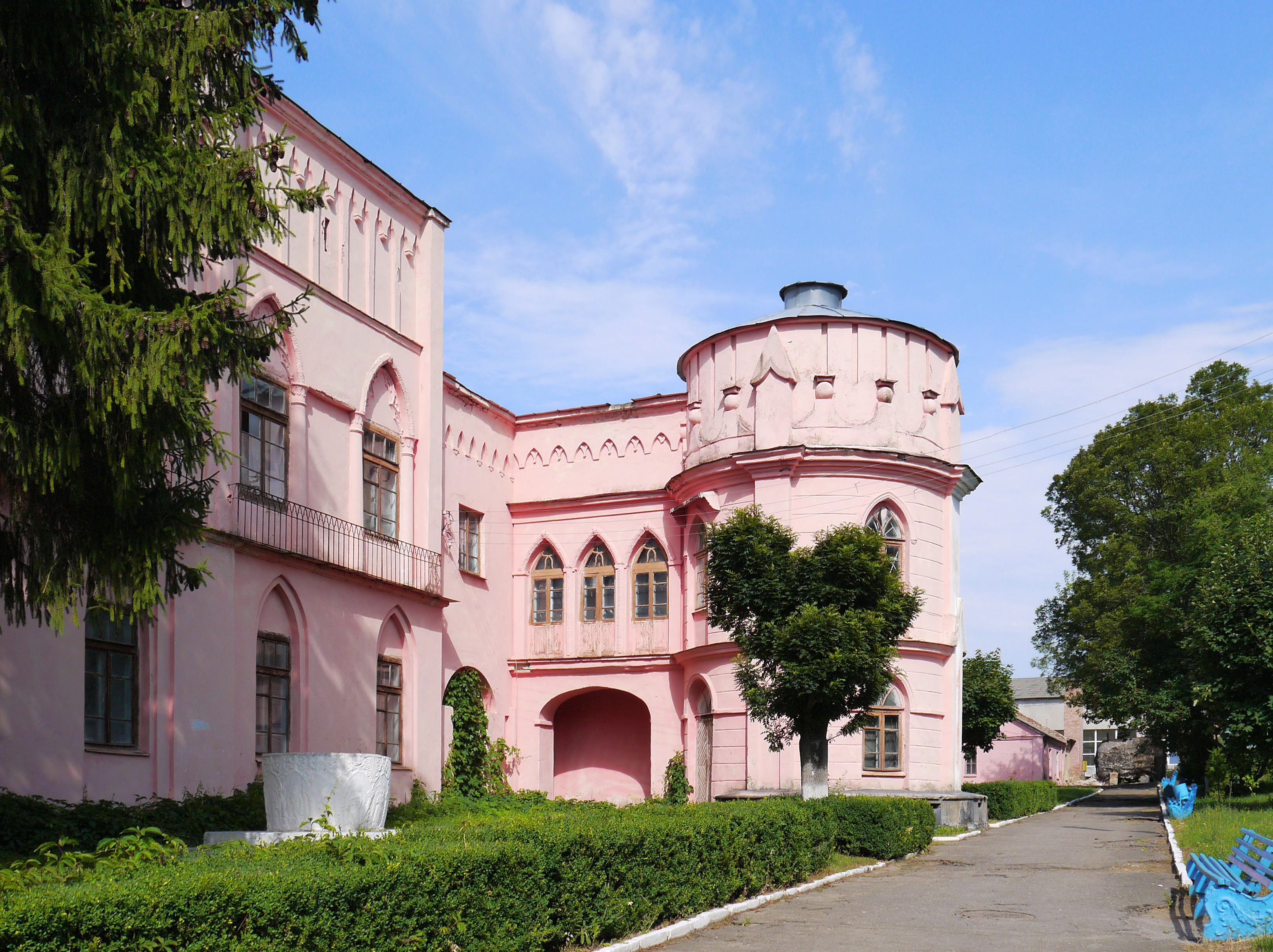
Палац Вітославських — Львових
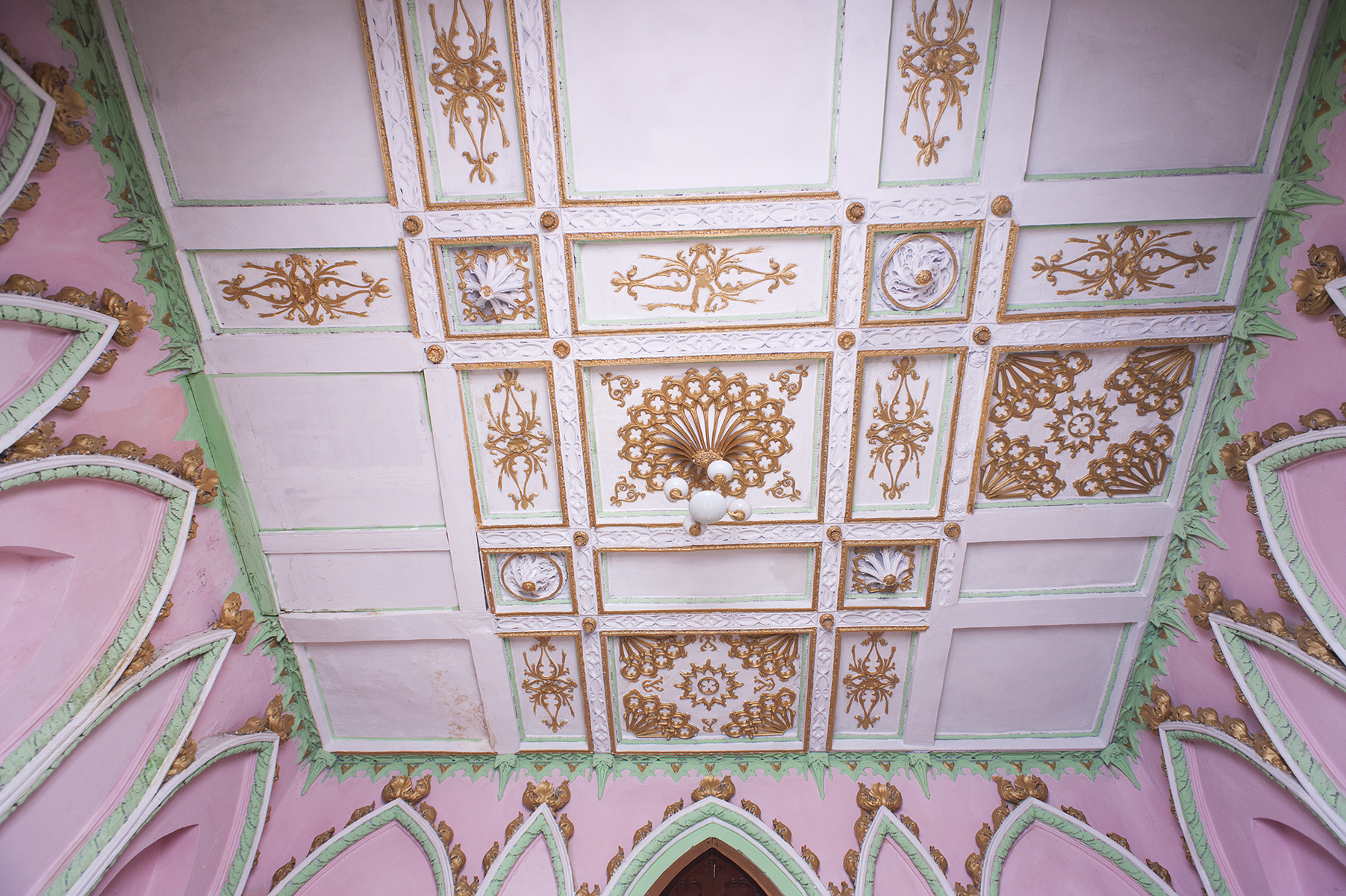
Інтер'єр палацу